# Carlo Agostino Badia
Carlo Agostino Badia (* 1672 probablement a Verona - Viena (Àustria), 24 de setembre, 1738 a Viena), va ser un compositor italià del barroc tardà.

## Biografia
No hi ha res documentat sobre la joventut o l'educació de Badia que va ser esmentat per primera vegada quan tenia uns 20 anys gràcies a la composició de les seves òperes i oratoris de la seva etapa a Innsbruck a principis dels anys 1690, on va estar al servei de la duquessa Elionor Maria; El 1693 va seguir la duquessa a Viena. A Viena el 1694, Badia va ser emprat com a compositor per l'emperador Leopold I, i l'emperador el va enviar a Roma per a una formació posterior. A partir de 1697 Badia probablement tornà a Viena, on s'interpretaven les seves composicions en aquell moment. El 18 d'octubre de 1700 es va casar amb la soprano Anna Maria Lisi, que també treballava a la cort vienesa. Durant molt de temps es va suposar que Badia era venecià, però l'entrada al registre de matrimonis de la parròquia de la catedral de Viena mostra que va néixer a Warona a Welschland, que vol dir Verona.
Després de la mort de Leopold I, la parella va poder mantenir les seves posicions sota Josep I. Les obres més importants de Badia es van escriure entre el 1700 i el 1710. A més de les òperes, també hi havia nombrosos oratoris i cantates, que sovint eren compostes per al monestir de les Ursulines de Viena i sovint s'hi representaven en presència de l'emperador. El seu Oratori de Sant'Orsola es va estrenar el 21 d'octubre de 1694, el dia de la festivitat de Santa Úrsula de Colònia. Aquesta obra va ser oblidada durant molt de temps i es va tornar a tocar al monestir de Mariastein l'octubre de 2021.
Després de la mort de l'emperador Josep, Badia va mantenir la seva feina i va compondre poc, les seves obres van mostrar poca innovació després de 1710, i com a resultat l'emperador Carles VI va preferir. Les obres d'Antonio Caldara corresponien al gust contemporani.

## Òperes
Carlo Agostino Badia, com Giovanni Bononcini, va estar molt implicat en la introducció de l'estil musical del barroc tardà a Viena. A Badia es poden atribuir uns 35 oratoris i 35 cantates, així com algunes àries per a dues sopranos i clavicèmbal.
Obres escèniques
- La ninfa Apollo (1692, Roma i Milà)
- La Rosaura, ovvero Amore figlio della gratitudine (1692, Innsbruck)
- L’amazone corsara, ovvero L’Alvida, regina de’ Goti (1692, Innsbruck)
- Bacco, vincitore dell’India (1697, Viena)
- La pace tra i numi discordi nella rovina di Troia (1697, Viena)
- L’idea del felice governo (1698, Viena)
- Lo squittinio dell’eroe (1698, Viena)
- Imeneo trionfante (1699, Viena)
- Il Narciso (1699, Luxemburg)
- Il commun giubilo del mondo (1699, Viena)
- Cupido fuggitivo da Venere e ritrovato a’ piedi della Sacra Reale Maestà d’Amalia (1700, Viena)
- Le gare dei beni (1700, Viena)
- Diana rappacificata con Venere e con Amore (1700, Viena)
- La costanza d’Ulisse (1700, Wien)
- L’amore vuol somiglianza (1702, Viena)
- L’Arianna (1702, Viena)
- Il Telemaco, ovvero Il valore coronato (1702, Viena)
- La concordia della Virtù e della Fortuna (1702, Viena)
- Enea negli Elisei (1702, Viena)
- La Psiche (1703, Viena)
- Napoli ritornata ai Romani (1707, Viena)
- Ercole, vincitore di Gerione (1708, Viena)
- Gli amori di Circe con Ulisse (1709, Dresden)
- Il bel genio dell’Austria ed il Fato (1723, Viena)